# Neurotoksin
Neurotoksin je termin izveden iz starogrčkih reči: νευρών (nevron) „žila“ i τοξικόν (toksikon) „toksin“. Neurotoksini su velika klasa eksogenih hemijskih neuroloških štetnih materija koje mogu negativno da utiču na funkciju tkiva u razviću, kao i zrelog nervnog tkiva. Ovaj termin takođe može da se koristi u klasifikaciji endogenih jedinjenja koja u abnormalnim koncentracijama mogu da budu neurološki toksična. Mada su neurotoksini često neurološki destruktivni, njihova sposobnost da specifično deluju na nervme komponente je važna u izučavanju nervnog sistema. Uobičajeni primeri neurotoksina su olovo, etanol, glutamat, azot-monoksid (NO), botulinski toksin, tetanus toksin, i tetrodotoksin.
Neurotoksinsko dejstvo se može okarakterisati inhibicijom neuronske kontrole jonskih koncentracija duž ćelijske membrane, ili komunikacije između neurona preko sinapse. Lokalna patologija izlaganja neurotoksinu često obuhvata neuronsku ekscitotoksičnost ili apoptozu, kao i oštećenje glijalne ćelije. Makroskopske manifestacije izloženosti neurotoksinima mogu da budu znatna oštećenja centralnog nervnog sistema poput mentalne retardacije, persistentnog oštećenja memorije, epilepsije, i demencije. Osim toga, neurotoksinom posredovano oštećenje perifernog nervnog sistema kao što je neuropatija ili miopatija je često. Postoje brojni tretmani čiji je cilj ublažavanje neurotoksinima posredovanih povreda, npr. primena antioksidanasa, antitoksina i etanola.

## Zaleđina
Izloženost neurotoksinima nije nova pojava. Civilizacije su bile izložene neurološki destruktivnim jedinjenjima hiljadama godina. Jedan značajan primjer je moguće znatno izlaganje olovu u Rimskom carstvu usled razvoja obimnih vodovodnih mreža, i prakse kovanja vina u olovnim posudama da bi postalo slađe, procesom kojim se formira olovo acetat, poznat kao "olovni šećer". Neurotoksini su nezamarljiv činilac ljudske istorije, zbog krhke i osetljive prirode nervnog sistema, što ga čini veoma sklonim poremećajima.
Nervna tkiva prisutna u mozgu, kičmenoj moždini, i periferiji sačinjavaju izuzetno složen biološki sistem koji u velikoj meri definiše mnoštvo jedinstvenih svojstava osobe. Kao i kod svakog drugog visoko kompleksnog sistema, međutim, čak i male perturbacije njegovog okruženja mogu da uzrokuju znatne funkcionalne poremećaje. Neke od karakteristika koje čine nervni sistem visoko podložnim su velika površina neurona, njihov visok lipidni sadržaj u kome se zadržavaju lipofilni toksini, visok krvni protok u mozgu koji indukuje povišeno efektivno izlaganje toksinu, i postojanost neurona tokom životnog veka osobe, što dovodi do nagomilavanja oštećenja. Konsekventno, nervni sistemi poseduju brojne mehanizme koji ih štite od unutrašnjih, i spoljašnjih napada, uključujući kvrno moždanju barijeru.
Krvno-moždana barijera (BBB) je kritičan primer zaštite koji sprečava toksine i druga neželjena jedinjenja da dospeju do mozga. Pošto su mozgu potreban unos hranljivih materija i uklanjanje otpada, on je protkan krvnim sudovima. Krv može da nosi brojne toksine, koji imaju sposnost uzrokovanja neuronskih oštećenja. Stoga, zaštitne ćelije zvane astrociti okružuju kapilare mozga, apsorbuju nutrijente iz krvi, i naknadno ih transportuju do neurona, čime efektivno sprečavaju pristup mozgu za potencijalno štetne hemijske materijale.
Ova barijera stvara čvrst hidrofobni sloj oko kapilara u mozgu, koji inhibira transport velikih hidrofilnih jedinjenja. Pored BBB, vasoganglion pruža zaštini sloj protiv apsorpcije toksina u mozgu. Vasoganglioni su vaskularizovani slojevi tkiva prisutni u trećem, četvrtom, i lateralnim moždanim komorama, koji su putem funkcije njihovih ependimskih ćelija odgovrni za sintezu cerebrospinalnog fluida (CSF). Selektivnim propuštanjem jona i nutrijenata i blokiranjem pristupa teškim metalima kao što je olovo, vasoganglioni održavaju strogo regulisano okruženje kojim je obuhvaćen mozak i kičmena moždina.
Pojedina jedinjenja, među kojima je deo neutoksina, mogu da prodru do mozga i izazovu znatnih oštećenja. Ta jedinjenja su uglavnom hidrofobna i mala, ili imaju sposobnost inbiranja astrocitnih funkcija. Potreba da se identifikuju i tretiraju neurotoksini, je dovela do rastućeg interesovanja u neurotoksikološka istraživanja i klinička ispitivanja. Mada je klinička neurotoksikologija uglavnom u začeću, progres je napravljen u identifikaciji niza neurotoksina iz životne sredine, i klasifikacije 750 do 1000 poznatih potencijalno neurotoksičnih jedinjenja. Usled kritične važnosti nalaženja neurotoksina u životnoj sredini, razvijeni su specifični protokoli za testiranje i određivanje neurotoksičnog dejstva jedinjenja (USEPA 1998). Dodatno, in-vitro sistemi se primenjuju u sve većoj meri, jer oni imaju niz prednosti u odnosu na in-vivo sisteme, koji su ranije prvenstveno korišteni. Primeri poboljšanja su prilagodljivo, uniformno okruženje, i eliminacija kontaminarajućih efekata sistemskog metabolizma. In-vitro sistemi imaju niz ograničenja, kao što su poteškoće u adekvatnom reprodukovanju kompleksnosti nervnog sistema, poput interakcija između astrocita i neurona u formiranju BBB. Faktor koji dodatno komplikuje proces određivanja neurotoksina putem in-vitro testiranja je problem razlikovanja neurotoksičnosti i citotoksičnosti, pošto direktno izlaganje neurona datom jedinjenju nije uvek moguće in-vivo. Isto tako, ćelijski respons na hemikalije ne daje uvek preciznu indikaciju tipa toksina, pošto simptomi kao što je oksidativni stres ili skeletalne modifikacije mogu da budu posledica neurotoksičnog ali i citotoksičnog dejstva.
Da bi se prevazišle te komplikacije, nedavno je predloženo da je tačnija mera razlike između neurotoksina i citotoksina u in-vitro uslovima praćenje neuritskih izdanaka (bilo aksonskih ili dendritskih). Znatan stepen nepreciznosti ovih merenja je razlog za njihovo sporo prihvatanje širokoj upotrebi. Pored ovoga, biohemijski mehanizmi su ušli u širu primenu u neurotoksinskom testiranju, tako da je moguće testirati da li jedinjenja ometaju ćelijske mehanizme, kao što je inhibicija acetilholinesterazne sposobnosti organofosfatima (uključujući DDT i sarin gas). Mada je metodima za određivanje neurotoksičnosti još uvek potreban znatan razvoj, identifikacija simptoma izlaganja štetnim jedinjenjima i toksinima je doživela znatan napredak.

## Primena u neuronauci
Mada su raznovrsni u pogledu hemijskih svojstava i funkcija, neurotoksini imaju zajedničko svojstvo da deluju istim mehanizmom, koji dovodi do poremećaja ili uništavanja neophodnih komponenti nervnog sistema. Neurotoksini su veoma korisni u polju neuronauke. Kako je nervni sistem većine organizama veoma kompleksan i neophodan za opstanak, on je prirodno postao meta napada predatora i plena. Pošto venumski organizmi često koriste svoje neurotoksine da brzo potčine predatora ili plen, toksini su evoluirali tako da su postali visoko specifični za njihove ciljne kanale, te se toksin lako ne vezuje za druge mete. Usled toga, neurotoksini su efektivna sredstva koja precizno deluju na pojedine elemente nervnog sistema. Jedan ran primer neurotoksinskog delovanja je koristio radioobleženi tetrodotoksin za isptivanje natrijumovih kanala i za precizno merenje njihove koncentracije duž nervnih membrana. Slično tome putem izolacije pojedinih aktivnosti kanala, neurotoksini su omogućili poboljšanje originalnog Hodgkin-Haklijevog modela neurona zasnovanog na teoretskoj pretpostavci da generički natrijumski ili kalijumski kanali mogu da budu odgovorni za većinu funkcija nervnog tkiva. Počevši od te preliminarne pretpostavke, koristeći opšta jedinjenja kao što su tetrodotoksin, tetraetilamonijum, i bungarotoksine došto je do razvoja znatno dubljeg rezumevanja različitih načina na koji se pojedinačni neuroni ponašaju.

## Literatura
- Adams, Michael E., and Baldomero M. Olivera (1994). „Neurotoxins: Overview of an Emerging Research Technology.”. Trends in Neuroscience. 17 (4): 151—55. doi:10.1016/0166-2236(94)90092-2..
- Ahasan, H A M N, A. A. Mamun, S. R. Karim, M. A. Baker, E. A. Gazi, and C. S. Bala (2004) „Paralytic Complications of Puffer Fish (Tetrodotoxin) Poisoning.”. Singapore Medical Journal,. 73 (42.2): 73—74..
- Arnon, Stephen S.; Schechter, Robert; Inglesby, Thomas V.; Henderson, Donald A.; Bartlett, John G.; Ascher, Michael S.; Eitzen, Edward; Fine, Anne D.; Hauer, Jerome; Layton, Marcelle; Lillibridge, Scott; Osterholm, Michael T.; O'Toole, Tara; Parker, Gerald; Perl, Trish M.; Russell, Philip K.; Swerdlow, David L.; Tonat, Kevin; For The Working Group On Civilian Biodefense (2001). „Botulinum Toxin as a Biological Weapon.”. The Journal of the Americal Medical Association. 285 (8): 1059—069. doi:10.1001/jama.285.8.1059..
- Aschner, M., and J. Aschner (1990). „Mercury Neurotoxicity: Mechanisms of Blood-brain Barrier Transport.”. Neuroscience & Biobehavioral Reviews. 14 (2): 169—76. PMID 2190116. doi:10.1016/S0149-7634(05)80217-9..
- Banks, William A., and Abba J. Kastin (1989). „Aluminum-Induced Neurotoxicity: Alterations in Membrane Function at the Blood-Brain Barrier.”. Neuroscience & Biobehavioral Reviews. 13: 47—53. doi:10.1016/S0149-7634(89)80051-X..
- Baum-Baicker, Cynthia (1985). „The Health Benefits of Moderate Alcohol Consumption: A Review of the Literature.”. Drug and Alcohol Dependence. 15 (3): 207—27. doi:10.1016/0376-8716(85)90001-8..
- Beckman, J. S (1990). „Apparent Hydroxyl Radical Production by Peroxynitrite: Implications for Endothelial Injury from Nitric Oxide and Superoxide.”. Proceedings of the National Academy of Sciences. 87 (4): 1620—624. Bibcode:1990PNAS...87.1620B. doi:10.1073/pnas.87.4.1620 ..
- Bergamini, Carlo M., Stefani Gambetti, Alessia Dondi, and Carlo Cervellati (2004). „Oxygen, Reactive Oxygen Species and Tissue Damage.”. Current Pharmaceutical Design. 10 (14): 1611—626. PMID 15134560. doi:10.2174/1381612043384664..
- Bernier, Brian E., Leslie R. Whitaker, and Hitoshi Morikawa (2011) "Previous Ethanol Experience Enhances Synaptic Plasticity of NMDA Receptors in the Ventral Tegmental Area." The Journal of Neuroscience, 31.14: 5305–212.
- Bisset, Norman G. (1992). „War and Hunting Poisons of the New World. Part 1. Notes on the Early History of Curare.”. Journal of Ethnopharmacology. 36 (1): 1—26. PMID 1501489. doi:10.1016/0378-8741(92)90056-W..
- Blanco, Ana M., Soraya L. Valles, Maria Pascual, and Consuelo Guerri (2005). „Involvement of TLR4/Type I IL-1 Receptor Signaling in the Induction of Inflammatory Mediators and Cell Death Induced by Ethanol in Cultured Astrocytes.”. The Journal of Immunology. 175 (10): 6893—899. PMID 16272348. doi:10.4049/jimmunol.175.10.6893..
- Bleich, S (2003). „Hyperhomocysteinemia as a New Risk Factor for Brain Shrinkage in Patients with Alcoholism.”. Neuroscience Letters. 335 (3): 179—82. PMID 12531462. doi:10.1016/S0304-3940(02)01194-1..
- Bonfoco, Emanuela; Krainc, Dimitri; Ankarcrona, Maria; Nicotera, Pierluigi; Lipton, Stuart A. (1995). „Apoptosis and Necrosis: Two Distinct Events Induced, Respectively, by Mild and Intense Insults with N-Methyl-D-Aspartate or Nitric Oxide/Superoxide in Cortical Cell Cultures.”. Proceedings of the National Academy of Sciences. 92 (16): 7162—166. Bibcode:1995PNAS...92.7162B. doi:10.1073/pnas.92.16.7162 ..
- Bradbury, M. W.; Deane, R. „Permeability of the blood±brain barrier to lead. [Review].”. Neurotoxicology. 14: 131—6..
- Brender, J., L. Suarez, M. Felkner, Z. Gilani, D. Stinchcomb, K. Moody, J. Henry, and K. Hendricks (2006). „Maternal Exposure to Arsenic, Cadmium, Lead, and Mercury and Neural Tube Defects in Offspring.”. Environmental Research. 101 (1): 132—39. Bibcode:2006ER....101..132B. PMID 16171797. doi:10.1016/j.envres.2005.08.003..
- Bressler J; Kim KA; Goldstein G . (1999). „Molecular mechanisms of lead neurotoxicity [Review].”. Neurochem Res. 24 (4): 595—600. PMID 10227691. doi:10.1023/A:1022596115897..
- Brin, Mitchell F (1997) „Botulinum Toxin: Chemistry, Pharmacology, Toxicity, and Immunology.”. Muscle & Nerve,. 20 (S6): 146—68..
- Brocardo, Patricia S., Joana Gil-Mohapel, and Brian R. Christie (2011). „The Role of Oxidative Stress in Fetal Alcohol Spectrum Disorders.”. Brain Research Reviews. 67 (1–2): 209—25. doi:10.1016/j.brainresrev.2011.02.001..
- Brookes, N (1988). „Specificity and Reversibility of the Inhibition by HgCl of Glutamate Transport in Astrocyte Cultures.”. Journal of Neurochemistry. 50 (4): 1117—122. doi:10.1111/j.1471-4159.1988.tb10581.x..
- Buzanska, L., B. Zablocka, A. Dybel, K. Domanska-Janik, and J. Albrecht (2000). „Delayed Induction of Apoptosis by Ammonia in C6 Glioma Cells.”. Neurochemistry International. 37 (2–3): 287—97. PMID 10812214. doi:10.1016/S0197-0186(00)00030-9..
- Carmichael WW, Biggs DF, Gorham PR (1975). „Toxicology and pharmacological action of Anabaena flos-aquae toxin”. Science. 187 (4176): 542—544. Bibcode:1975Sci...187..542C. PMID 803708. doi:10.1126/science.803708.
- Carmichael WW, Gorham PR (1978). „Anatoxins from clones of Anabaena flos-aquae isolated from lakes of western Canada.”. Mitt. Infernal. Verein. Limnol. 21: 285—295.
- Chan, H. M. (2011) "Mercury in Fish: Human Health Risks." Encyclopedia of Environmental Health: 697–704.
- Choi, D (1988). „Calcium-mediated Neurotoxicity: Relationship to Specific Channel Types and Role in Ischemic Damage.”. Trends in Neurosciences. 11 (10): 465—69. PMID 2469166. doi:10.1016/0166-2236(88)90200-7..
- Choi, D. W., and S. M. Rothman (1990). „The Role of Glutamate Neurotoxicity in Hypoxic-Ischemic Neuronal Death.”. Annual Review of Neuroscience. 13 (1): 171—82. doi:10.1146/annurev.ne.13.030190.001131..
- Choi, Dennis W. (1987). „Ionic Dependence of Glutamate Neurotoxicity.”. The Journal of Neuroscience. 7 (2): 369—79. doi:10.1523/JNEUROSCI.07-02-00369.1987..

- Chowdhury, F. R., H A M. Nazmul Ahasan, A K M. Mamunur Rashid, A. Al Mamun, and S. M. Khaliduzzaman (2007). „Tetrodotoxin Poisoning: a Clinical Analysis, Role of Neostigmine and Short-term Outcome of 53 Cases.”. Singapore Medical Journal,. 48 (9): 830—33..
- Choi, Dennis W., Margaret Maulucci-Gedde, and Arnold R. Kriegstein (1987). „Glutamate Neurotoxicity in Cortical Cell Culture.”. The Journal of Neuroscience,. 7 (2): 357—68..
- Chu, Jennifer, Ming Tong, and Suzanne M. Monte (2007). „Chronic Ethanol Exposure Causes Mitochondrial Dysfunction and Oxidative Stress in Immature Central Nervous System Neurons.”. Acta Neuropathologica,. 113 (6): 659—73..
- Clancy, Barbara, Barbara L. Finlay, Richard B. Darlington, and K.j.s. Anand (2007). „Extrapolating Brain Development from Experimental Species to Humans.”. NeuroToxicology,. 28 (5): 931—37..
- Costa, Lucio G., Gennaro Giordano, and Marina Guizzetti (2011). In Vitro Neurotoxicology: Methods and Protocols. New York: Humana.
- Coyle, Joseph T., and Robert Schwarcz. „Lesion of Striatal Neurons with Kainic Acid Provides a Model for Huntington's Chorea.”. Nature,. 246: 244—46..
- Cruz, Lourdes J., and Baldomero M. Olivera (1987). „Calcium Channel Antagonists ω-Conotoxin Defines a New High Affinity Site.”. The Journal of Biological Chemistry,. 14 (261): 6230—233..
- Davis, S., S. P. Butcher, and R. Morris (1992). „The NMDA Receptor Antagonist D-2-amino-5phosphonopentanoate (D-AP5) Impairs Spatial Learning and LTP in Vivo at Lntracerebral Concentrations Comparable to Those That Block LTP in Vitro.”. The Journal of Neuroscience,. 12 (1): 21—34..
- Dawson, V. L (1991). „Nitric Oxide Mediates Glutamate Neurotoxicity in Primary Cortical Cultures.”. Proceedings of the National Academy of Sciences,. 88 (14): 6368—371..
- Debin, John A., John E. Maggio, and Gary R. Strichartz (1993) "Purification and Characterization of Chlorotoxin, a Chloride Channel Ligand from the Venom of the Scorpion." The American Physiological Society.
- DeFuria, Jason, and Thomas B. Shea (2007). „Arsenic Inhibits Neurofilament Transport and Induces Perikaryal Accumulation of Phosphorylated Neurofilaments: Roles of JNK and GSK-3β.”. Brain Research,. 1181: 74—82..
- Defuria, Jason (2006) "The Environmental Neurotoxin Arsenic Impairs Neurofilament Dynamics by Overactivation of C-JUN Terminal Kinase: Potential Role for Amyotrophic Lateral Sclerosis." UMI.
- Deng, Wenbin, and Ronald D. Poretz (2003). „Oligodendroglia in Developmental Neurotoxicity.”. NeuroToxicology. 24 (2): 161—78..
- Deshane, Jessy, Craig C. Garner, and Harald Sontheimer (2003). „Chlorotoxin Inhibits Glioma Cell Invasion via Matrix Metalloproteinase-2.”. The Journal of Biological Chemistry,. 278 (6): 4135—144..
- Devlin JP, Edwards OE, Gorham PR, Hunter NR, Pike RK, Stavric B (1977). „Anatoxin-a, a toxic alkaloid from Anabaena flos-aquae NRC-44h”. Can. J. Chem. 55 (8): 1367—1371. doi:10.1139/v77-189. Архивирано из оригинала 09. 07. 2012. г. Приступљено 22. 10. 2013.
- Dikranian, K (2001). „Apoptosis in the in Vivo Mammalian Forebrain.”. Neurobiology of Disease,. 8 (3): 359—79..
- Dixit A, Dhaked RK, Alam SI, Singh L (2005). „Military potential of biological neurotoxins”. Informa Healthcare. 24 (2): 175—207. doi:10.1081/TXR-200057850.
- Dobbs, Michael R. (2009). Clinical Neurotoxicology. Philadelphia: Saunders-Elsevier.
- Dutertre, S., and R. Lewis (2006). „Toxin Insights into Nicotinic Acetylcholine Receptors.”. Biochemical Pharmacology,. 72 (6): 661—70..
- Garcia-Rodriguez, C., I. N. Geren, J. Lou, F. Conrad, C. Forsyth, W. Wen, S. Chakraborti, H. Zao, G. Manzanarez, T. J. Smith, J. Brown, W. H. Tepp, N. Liu, S. Wijesuriya, M. T. Tomic, E. A. Johnson, L. A. Smith, and J. D Marks. (2011). „Response Re: 'Neutralizing Human Monoclonal Antibodies Binding Multiple Serotypes of Botulinum Neurotoxin' by Garcia-Rodriguez Et Al.”. Protein Engineering Design and Selection,. 24 (9): 633—34..
- Garthwaite, John, Sarah L. Charles, and Russel Chess-Williams (1988). „Endothelim-derived Relaxing Factor Release on Activation of NMDA Receptors Suggests Role as Intercellular Messenger in the Brain.”. Nature,. 336 (24): 385—88..
- Gartlon, J., A. Kinsner, A. Balprice, S. Coecke, and R. Clothier (2006). „Evaluation of a Proposed in Vitro Test Strategy Using Neuronal and Non-neuronal Cell Systems for Detecting Neurotoxicity.”. Toxicology in Vitro,. 20 (8): 1569—581..
- Gil-Mohapel, Joana, Fanny Boehme, Leah Kainer, and Brian R. Christie (2010). „Hippocampal Cell Loss and Neurogenesis after Fetal Alcohol Exposure: Insights from Different Rodent Models.”. Brain Research Reviews,. 64 (2): 283—303..
- Griffith, Harold R., and G. Enid Johnson (1942). „The Use Of Curare In General Anesthesia.”. Anesthesiology,. 3 (4): 418—420..
- Haghdoost-Yazdi, Hashem, Ayda Faraji, Negin Fraidouni, Mohadeseh Movahedi, Elham Hadibeygi, and Fatemeh Vaezi (2011). „Significant Effects of 4-aminopyridine and Tetraethylammonium in the Treatment of 6-hydroxydopamine-induced Parkinson’s Disease.”. Behavioural Brain Research,. 223: 70—74..
- Harry, G. J., Melvin Billingsley, Arendd Bruinink, Iain L. Campbell, Werner Classen, David C. Dorman, Corrado Galli, David Ray, Robert A. Smith, and Hugh A. Tilson (1998). „In Vitro Techniques for the Assessment of Neurotoxicity.”. Environmental Health Perspectives,. 106: 131—58..
- Häussinger, Dieter (2006). „Low Grade Cerebral Edema and the Pathogenesis of Hepatic Encephalopathy in Cirrhosis.”. Hepatology,. 43 (6): 1187—190..
- Heaton, Marieta Barrow, J. Jean Mitchell, and Michael Paiva (2000). „Amelioration of Ethanol-Induced Neurotoxicity in the Neonatal Rat Central Nervous System by Antioxidant Therapy.”. Alcoholism: Clinical and Experimental Research,. 24 (4): 512—18..
- Hensley, K (1994). „A Model for β-Amyloid Aggregation and Neurotoxicity Based on Free Radical Generation by the Peptide: Relevance to Alzheimer Disease.”. Proceedings of the National Academy of Sciences,. 91 (8): 3270—274..
- Herbert, M. R. (2006) "Autism and Environmental Genomics." NeuroToxicology.
- Hodge, A. Trevor (2002). Roman Aqueducts and Water Supply. London: Duckworth.
- How, C (2003). „Tetrodotoxin Poisoning.”. The American Journal of Emergency Medicine,. 21 (1): 51—54..
- Hue, Bernard, Steven D. Buckingham, David Buckingham, and David B. Sattelle (2007). „Actions of Snake Neurotoxins on an Insect Nicotinic Cholinergic Synapse.”. Invertebrate Neuroscience,. 7 (3): 173—78..
- Iadecola, Constantino (1997) „Bright and Dark Sides of Nitric Oxide in Ischemic Brain Injury.”. Trends in Neurosciences,. 3: 132—39. ( .
- Jacob, Reed B., and Owen M. McDougal (2010). „The M-superfamily of Conotoxins: a Review.”. Cellular and Molecular Life Sciences,. 67: 17—27..
- Jevtovic-Todorovic, Vesna, Richard E. Hartman, Yukitoshi Izumi, Nicholas D. Benshoff, Krikor Dikranian, Charles F. Zorumski, John W. Olney, and David F. Wozniak (2003). „Early Exposure to Common Anesthetic Agents Causes Widespread Neurodegeneration in the Developing Rat Brain and Persistent Learning Deficits.”. The Journal of Neuroscience,. 23 (3): 876—82..
- Jones, K (1973). „Pattern Of Malformation In Offspring Of Chronic Alcoholic Mothers.”. The Lancet,. 301 (7815): 1267—271..
- Kiernan, Matthew C., Geoffrey K. Isbister, Cindy S.-Y. Lin, David Burke, and Hugh Bostock (2005). „Acute Tetrodotoxin-induced Neurotoxicity after Ingestion of Puffer Fish.”. Annals of Neurology,. 57 (3): 339—48..
- King, Steven W., John Savory, Michael R. Wills, and H. J. Gitelman (1981). „The Clinical Biochemistry of Aluminum.”. Critical Reviews in Clinical Laboratory Sciences,. 14 (1): 1—20..
- Konopacka, Agnieszka, Filip A. Konopacki, and Jan Albrecht (2009). „Protein Kinase G Is Involved in Ammonia-induced Swelling of Astrocytes.”. Journal of Neurochemistry,. 109: 246—51..
- Lafon-Cazal, Mireille, Sylvia Pietri, Marcel Culcasi, and Joel Bockaert (1993). „NMDA-dependent Superoxide Production and Neurotoxicity.”. Nature,. 364 (6437): 535—37..
- Lasley, S. M.; Green, M. C.; Gilbert, M. E. (1999). „Influence of exposure period on in vivo hippocampal glutamate and GABA release in rats chronically exposed to lead.”. Neurotoxicology,. 20: 619—29..
- Lau, F. L., C. K. Wong, and S. H. Yip (1995). „Puffer Fish Poisoning.”. Emergency Medicine Journal,. 12 (3): 214—15..
- Leonard, B. E (1986). „Is Ethanol a Neurotoxin?: the Effects of Ethanol on Neuronal Structure and Function.”. Alcohol and Alcoholism,. 21 (4): 325—38..
- Lewendon, G., S. Kinra, R. Nelder, and T. Cronin (2001). „Should Children with Developmental and Behavioural Problems Be Routinely Screened for Lead?”. Archives of Disease in Childhood,. 85: 286—88..
- Lidsky, Theodore I. (2003). „Lead Neurotoxicity in Children: Basic Mechanisms and Clinical Correlates.”. Brain. 126 (1): 5—19.. Online.
- Liu, Kuang-Kai, Mei-Fang Chen, Po-Yi Chen, Tony J F. Lee, Chia-Liang Cheng, Chia-Ching Chang, Yen-Peng Ho, and Jui-I Chao (2010). „Alpha-bungarotoxin Binding to Target Cell in a Developing Visual System by Carboxylated Nanodiamond.”. Nanotechnology,. 19 (20): 205102..
- Liu, Yuan, Suzanne McDermott, Andrew Lawson, and C. Marjorie Aelion (2010). „The Relationship between Mental Retardation and Developmental Delays in Children and the Levels of Arsenic, Mercury and Lead in Soil Samples Taken near Their Mother’s Residence during Pregnancy.”. International Journal of Hygiene and Environmental Health,. 213 (2): 116—23..
- Lorenzo, A (1994). „β-Amyloid Neurotoxicity Requires Fibril Formation and Is Inhibited by Congo Red.”. Proceedings of the National Academy of Sciences,. 91 (25): 12243—2247..
- Lotti, Marcello, and Angelo Moretto (1989) „Organophosphate-Induced Delayed Polyneuropathy.”. Toxicological Reviews,. 24 (1). (2005): 37–49.
- Lovinger, D., G. White, and F. Weight. „Ethanol Inhibits NMDA-activated Ion Current in Hippocampal Neurons.”. Science,. 243 (4899): 1721—724..
- Martinez-Finley, Ebany J., Samantha L. Goggin, Matthew T. Labrecque, and Andrea M. Allan (2011). „Reduced Expression of MAPK/ERK Genes in Perinatal Arsenic-exposed Offspring Induced by Glucocorticoid Receptor Deficits.”. Neurotoxicology and Teratology,. 33 (5): 530—37..
- Martini, Frederic, Michael J. Timmons, and Robert B. Tallitsch (2009). Human Anatomy. San Francisco: Pearson/Benjamin Cummings.
- Matsuoka, Masato, Hideki Igisu, Kazuaki Kohriyama, and Naohide Inoue (1991). „Suppression of Neurotoxicity of Ammonia by L-carnitine.”. Brain Research,. 567 (2): 328—31..
- McCleskey, E. W (1987). „Omega-conotoxin: Direct and Persistent Blockade of Specific Types of Calcium Channels in Neurons but Not Muscle.”. Proceedings of the National Academy of Sciences,. 84 (12): 4327—331..
- Meldrum, B., and J. Garthwaite (1990). „Excitatory Amino Acid Neurotoxicity and Neurodegenerative Disease.”. Trends in Pharmacological Sciences,. 11 (9): 379—87..
- Metcalf JS and Codd GA. „"Cyanobacteria, neurotoxins and water resources: Are there implications for human neurodegenerative disease?"”. 2009. doi:10.3109/17482960903272942. Informa Healthcare, 10(s2): 74–78.
- Mitchell, J.Jean, Michael Paiva, and Marieta Barrow Heaton (1999). „The Antioxidants Vitamin E and β-Carotene Protect Against Ethanol-Induced Neurotoxicity in Embryonic Rat Hippocampal Cultures.”. Alcohol,. 17 (2): 163—68..
- Moore, RE (1977). „Toxins from blue-green algae”. BioScience. 27 (12): 797—802. JSTOR 1297756. doi:10.2307/1297756.
- Montecucco, C. (1986) „How Do Tetanus and Botulinum Toxins Bind to Neuronal Membranes?”. Trends in Biochemical Sciences. 11 (8): 314—17..
- Morris, Stephanie A., David W. Eaves, Aleksander R. Smith, and Kimberly Nixon (2009) "Alcohol Inhibition of Neurogenesis: A Mechanism of Hippocampal Neurodegeneration in an Adolescent Alcohol Abuse Model." Hippocampus: NA.
- Nadler, J. Victor, Bruce W. Perry, and Carl W. Cotman (1978). „Intraventricular Kainic Acid Preferentially Destroys Hippocampal Pyramidal Cells.”. Nature,. 271 (5646): 676—77..
- National Center for Environmental Assessment (2006) "Toxicological Reviews of Cyanobacterial Toxins: Anatoxin-a" NCEA-C-1743
- Norenberg, M. D., K. V. Rama Rao, and A. R. Jayakumar (2004). „Ammonia Neurotoxicity and the Mitochondrial Permeability Transition.”. Journal of Bioenergetics and Biomembranes,. 36 (4): 303—07..
- Olivera, Baldomero M., Lourdes J. Cruz, Victoria De Santos, Garth LeCheminant, David Griffin, Regina Zeikus, J. Michael McIntosh, Robert Galyean, and Janos Varga (1987). „Neuronal Calcium Channel Antagonists. Discrimination between Calcium Channel Subtypes Using .omega.-conotoxin from Conus Magus Venom.”. Biochemistry,. 26 (8): 2086—090..
- Olney, John W. (2002). „New Insights and New Issues in Developmental Neurotoxicology.”. NeuroToxicology,. 23 (6): 659—68..
- Pirazzini, Marco, Ornella Rossetto, Paolo Bolognese, Clifford C. Shone, and Cesare Montecucco (2011) "Double Anchorage to the Membrane and Intact Inter-chain Disulfide Bond Are Required for the Low PH Induced Entry of Tetanus and Botulinum Neurotoxins into Neurons." Cellular Microbiology: No. Print.
- Rabe, Ausma, Moon He Lee, Judy Shek, and Henryk M. Wisniewski (1982). „Learning Deficit in Immature Rabbits with Aluminum-induced Neurofibrillary Changes.”. Experimental Neurology,. 76 (2): 441—46..
- Radio, Nicholas M., and William R. Mundy (2008). „Developmental Neurotoxicity Testing in Vitro: Models for Assessing Chemical Effects on Neurite Out-growth.”. NeuroToxicology,. 29: 361—276..
- Rocha, R. A., J. V. Gimeno-Alcaniz, Raymond Martín–Ibanez, J. M. Canals, D. Vélez, and V. „Arsenic and Fluoride Induce Neural Progenitor Cell Apoptosis.”. Devesa Toxicology Letters,. 203: 237—44. 2011..
- Roed, A (1989). „The Effects of Tetraethylammonium during Twitch and Tetanic Stimulation of the Phrenic Nerve Diaphragm Preparation in the Rat.”. Neuropharmacology,. 28 (6): 585—92..
- Rosales, Raymond L., Kimiyoshi Arimura, Satoshi Takenaga, and Mitsuhiro Osame (1996). „Extrafusal and Intrafusal Muscle Effects in Experimental Botulinum Toxin-A Injection.”. Muscle & Nerve,. 19 (4): 488—96..
- Rothman, S., J. Thurston, and R. Hauhart (1987). „Delayed Neurotoxicity of Excitatory Amino Acids In Vitro.”. Neuroscience,. 22 (2): 471—80..
- Schlesinger, Edward B. (1946). „Curare A Review of Its Therapeutic Effects and Their Physiological Basis.”. The American Journal of Medicine,. 1 (5): 518—30..
- Scottish Government Blue-Green Algae (Cyanobacteria) in Inland Waters: Assessment and Control of Risks to Public Health Retrieved 15 December 2011.
- Siebler, M., H. Koller, C. Schmalenbach, and H. Muller (1988). „GABA Activated Chloride Currents in Cultured Rat Hippocampal and Septal Region Neurons Can Be Inhibited by Curare and Atropine.”. Neuroscience Letters,. 93 (2–3): 220—24..
- Simpson, L. L (1986). „Molecular Pharmacology of Botulinum Toxin and Tetanus Toxin.”. Annual Review of Pharmacology and Toxicology,. 26 (1): 427—53..
- Sivonen, K. (1999). „Toxins produced by cyanobacteria”. Vesitalous. 5: 11—18..
- Soroceanu, Liliana, Yancey Gillespie, M. B. Khazaeli, and Harold Sontheimer (1998). „Use of Chlorotoxin for Targeting of Primary Brain Tumors.”. Cancer Research. 58: 4871—879.
- Spencer PS, Schaumburg HH, Ludolph AC (Eds) (2000) Experimental and Clinical Neurotoxicology. Oxford University Press, Oxford.
- Stanfield, Peter R. (1983). „Tetraethylammonium Ions and the Potassium Permeability of Excitable Cells.”. Reviews of Physiology, Biochemistry & Pharmacology. 97: 1—49..
- Stewart I, Seawright AA, Shaw GR (2008). „Cyanobacterial poisoning in livestock, wild mammals and birds – an overview” (PDF). Cyanobacterial Harmful Algal Blooms: State of the Science and Research Needs. Advances in Experimental Medicine and Biology. 619. стр. 613—637. ISBN 978-0-387-75864-0. PMID 18461786. doi:10.1007/978-0-387-75865-7_28.
- Taffe, M. A., R. W. Kotzebue, R. D. Crean, E. F. Crawford, S. Edwards, and C. D. Mandyam (2010). „From the Cover: Long-lasting Reduction in Hippocampal Neurogenesis by Alcohol Consumption in Adolescent Nonhuman Primates.”. Proceedings of the National Academy of Sciences. 107 (24): 11104—1109. Bibcode:2010PNAS..10711104T. PMC 2890755 . PMID 20534463. doi:10.1073/pnas.0912810107 ..
- Takadera, Tsuneo, Risa Suzuki, and Tetsuro Mohri (1990 „Protection by Ethanol of Cortical Neurons from N-methyl-d-aspartate-induced Neurotoxicity Is Associated with Blocking Calcium Influx.”. Brain Research,. 537.(1–2): 109–14.
- Thyagarajan, B., N. Krivitskaya, J. G. Potian, K. Hognason, C. C. Garcia, and J. J. McArdle (2009). „Capsaicin Protects Mouse Neuromuscular Junctions from the Neuroparalytic Effects of Botulinum Neurotoxin A.”. Journal of Pharmacology and Experimental Therapeutics. 331 (2): 361—71. PMC 2775269 . PMID 19654265. doi:10.1124/jpet.109.156901..
- Tymianski, Michael, Milton P. Charlton, Peter L. Carlen, and Charles H. Tator (2003). „Source Specificity of Early Calcium Neurotoxicity in Cultured Embryonic Spinal Neurons.”. The Journal of Neuroscience. 13 (5): 2095—104..
- Tsetlin, V.I, and F. Hucho (2004). „Snake and Snail Toxins Acting on Nicotinic Acetylcholine Receptors: Fundamental Aspects and Medical Applications.”. FEBS Letters. 557 (1–3): 9—13. Bibcode:2004FEBSL.557....9T. PMID 14741333. doi:10.1016/S0014-5793(03)01454-6..
- USEPA (United States Environmental Protection Agency) (1998) Health Effects Test Guidelines. OPPTS 870.6200. Neurotoxicity screening battery. Washington DC, USEPA.
- Vahidnia, A., G.B. Van Der Voet, and F.A. De Wolff (2007) „Arsenic Neurotoxicity A Review.”. Human & Experimental Toxicology. 26 (10): 823—32..
- Walton, J (2006). „Aluminum in Hippocampal Neurons from Humans with Alzheimer's Disease.”. NeuroToxicology. 27 (3): 385—94. Bibcode:2006NeuTx..27..385W. PMID 16458972. doi:10.1016/j.neuro.2005.11.007..
- Widmaier, Eric P., Hershel Raff, Kevin T. Strang, and Arthur J. Vander (2008). Vander's Human Physiology: the Mechanisms of Body Function.'. Boston: McGraw-Hill Higher Education.
- Williamson, Lura C., Jane L. Halpern, Cesare Montecucco, J. E. Brown, and Elaine A. Neale (1996). „Clostridial Neurotoxins and Substrate Proteolysis in Intact Neurons.”. The Journal of Biological Chemistry. 271 (13): 7694—699. PMID 8631808. doi:10.1074/jbc.271.13.7694 ..
- Wood, S. A.; Rasmussen, J. P.; Holland, P. T.; Campbell R.; Crowe, A. L. M. (2007). „First Report of the Cyanotoxin Anatoxin-A from Aphanizomenon issatschenkoi (cyanobacteria)”. Journal of Phycology. 43 (2): 356—365. Bibcode:2007JPcgy..43..356W. doi:10.1111/j.1529-8817.2007.00318.x.
- Yamada, Kiyofumi, Tomoko Tanaka, Daiken Han, Kouji Senzaki, Tsutomu Kameyama, and Toshitaka Nabeshima (1999). „Protective Effects of Idebenone and α-tocopherol on β-amyloid-(1–42)-induced Learning and Memory Deficits in Rats: Implication of Oxidative Stress in β-amyloid-induced Neurotoxicity In vivo.”. European Journal of Neuroscience. 11 (1): 83—90. PMID 9987013. doi:10.1046/j.1460-9568.1999.00408.x..
- Yan, Shi Du, Xi Chen, Jin Fu, Ming Chen, Huaijie Zhu, Alex Roher, Timothy Slattery, Lei Zhao, Mariko Nagashima, John Morser, Antonio Migheli, Peter Nawroth, David Stern, and Ann Marie Schmidt (1996). „RAGE and Amyloid-β Peptide Neurotoxicity in Alzheimer's Disease.”. Nature. 382 (6593): 685—91. Bibcode:1996Natur.382..685Y. PMID 8751438. doi:10.1038/382685a0..
- Xingye Yang (2007). Occurrence of the cyanobacterial neurotoxin, anatoxin-a, in New York State waters. ISBN 978-0-549-35451-2. ProQuest
- Zhang, J., V. Dawson, T. Dawson, and S. Snyder (1994). „Nitric Oxide Activation of Poly(ADP-ribose) Synthetase in Neurotoxicity.”. Science,. 263 (5147): 687—89..
- Brain Facts Book at The Society for Neuroscience
- Neuroscience Texts at University of Texas Medical School
- „Biology of the NMDA Receptor”. at NCBI
- „Advances in the Neuroscience of Addiction, 2nd edition”. at NCBI

## Spoljašnje veze
- [http://www.epa.gov/
- [http://alcalc.oxfordjournals.org/
- [http://www.journals.elsevier.com/neurotoxicology/
- [http://www.neurotoxininstitute.com/